# Kommunikationsministeriet
Kommunikationsministeriet, KM, (finska: Liikenne- ja viestintäministeriö, LVM) är ett av Finlands ministerier, med ansvar för kommunikations- och trafikpolitik. Vid ministeriet arbetar trafikministern samt bostads- och kommunikationsministern.